# Мюллер, Отто (художник)
Отто Мюллер (нем. Otto Mueller; 16 октября 1874, Либау, Силезия — 24 сентября 1930, Бреслау) — немецкий художник, представитель немецкого экспрессионизма, член группы «Мост» с 1910 года.

## Жизнь и творчество
1890—[[]894]]: изучение литографии в Гёрлице
1894—1896 учёба в Академии искусств в Дрездене, по окончании поездка с писателем Гауптманом в Швейцарию и Италию

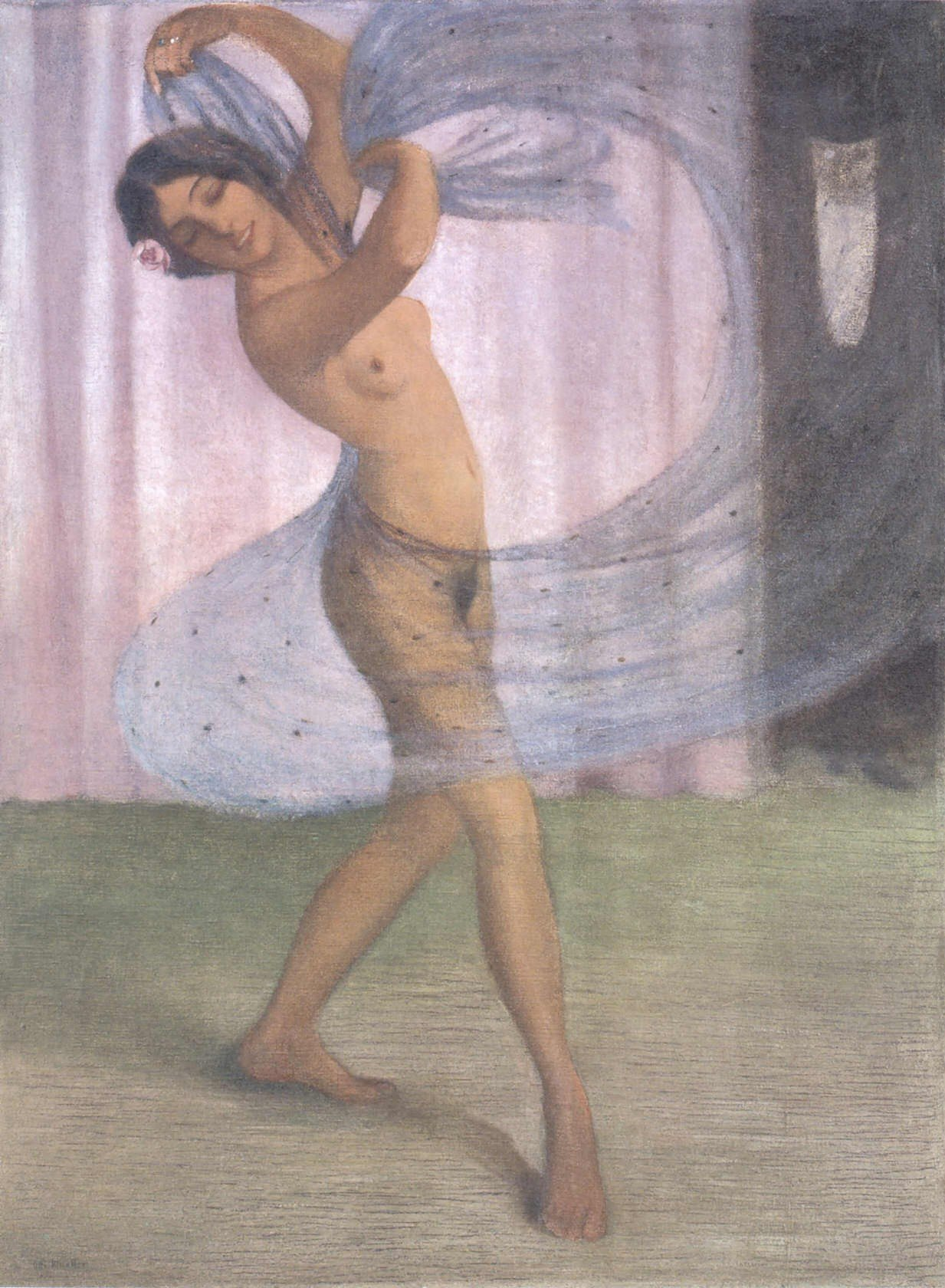
Отто Мюллер.
«Танцовщица с вуалью»

1898—1899: продолжение изучения живописи в Мюнхене у фон Штука, затем возвращение в Дрезден
1908: переезд в Берлин, знакомство с Лембруком и Рильке
1910 член художественной группы «Мост», один из основателей «Нового Сецессиона»
1912 участие в кёльнской выставке «Зондербунд», поездка с Кирхнером в Чехию
1916—1918: во время Первой мировой войны призван на военную службу, по окончании войны возвращается в Берлин
С 1919 года — член «Рабочего совета для искусства»; профессор Художественной академии в Бреслау (ныне Вроцлав), где среди его учеников был, в частности, Ян Цибис.
1924—1930: многочисленные поездки в Далмацию, Венгрию, Румынию и Болгарию
Наиболее известны его цикл полотен и графических произведений из цыганской жизни. В 1937 году работы уже покойного художника объявлены нацистами принадлежащими к «дегенеративному искусству». Из немецких музеев удалены 357 его картин.

## Избранные полотна
- «Две сестры», недат. Сент-Луис, собрание Мортона Д.Мея
- «Три обнажённые в лесу», 1911 Ганновер, Музей Шпренгеля
- «Лесное озеро с двумя обнажёнными», ок. 1915 Дортмунд, музей ам Остваль
- «Влюблённые», 1919 Равенсбург, собрание Петера Селинка
- «Цыган с подсолнухом», 1927 Саарбрюккен, музей Саарланда
- «Палатка», ок.1927 Детройт, Институт искусств
- «Цыганская мадонна», ок. 1926 Эссен, музей Фолькванг
- «Цыганки с кошкой», 1927 Кёльн, музей Людвиг

## Галерея

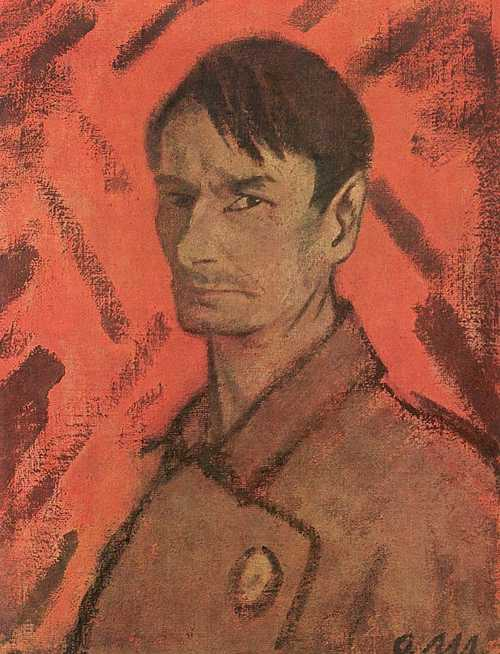
Автопортрет (1921).
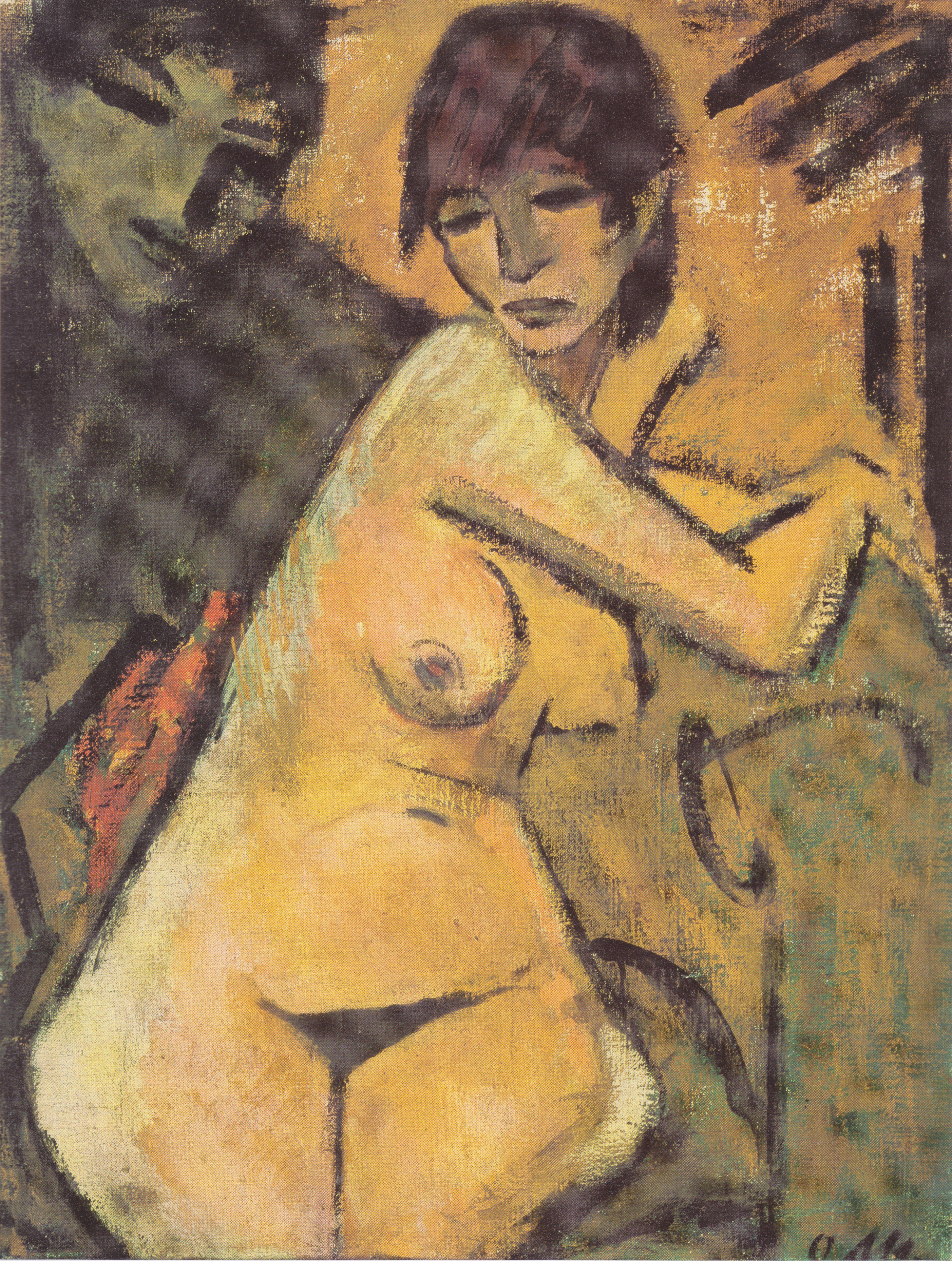
Двое влюблённых (ок. 1920).
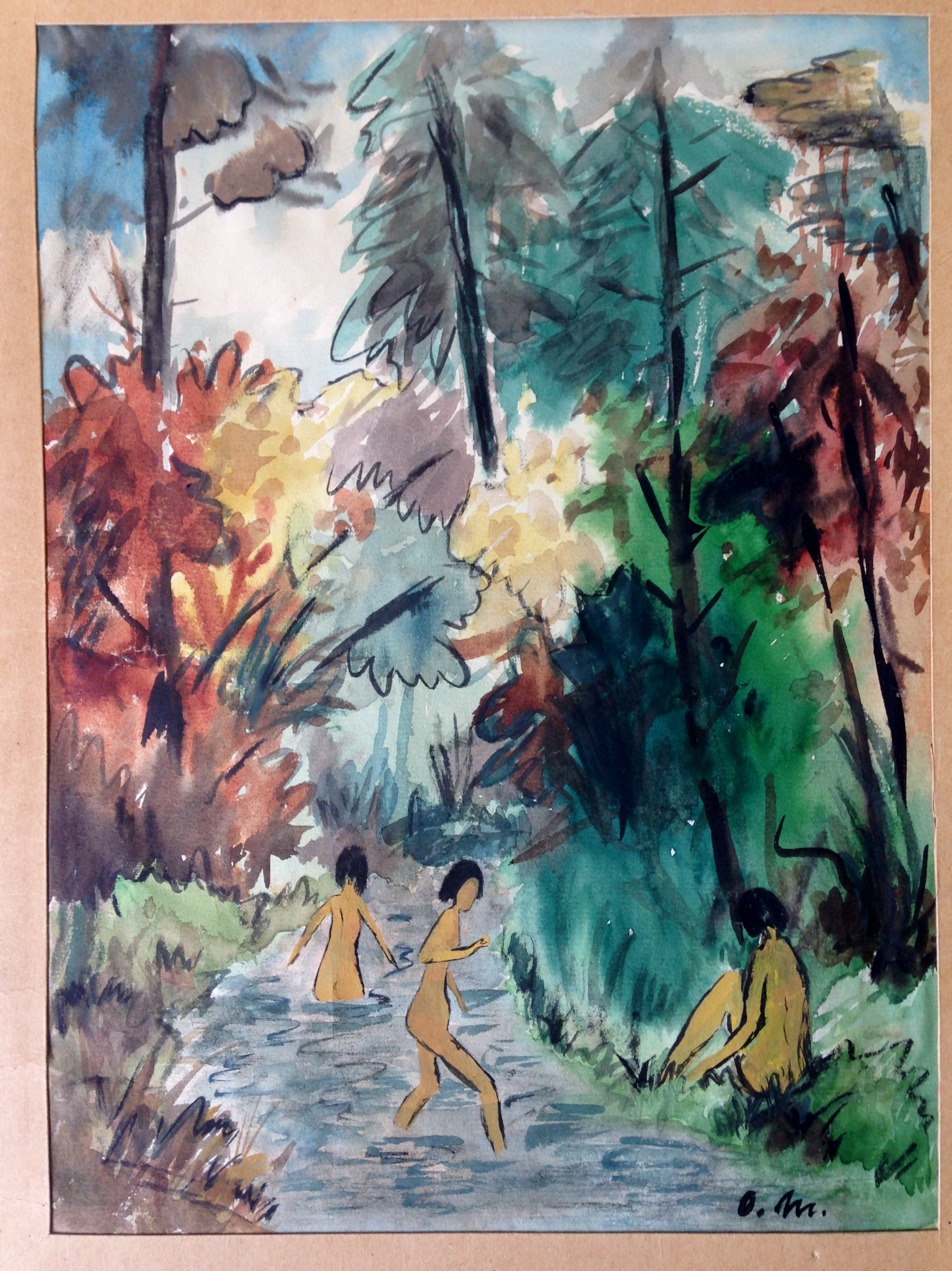
На Боденском озере.
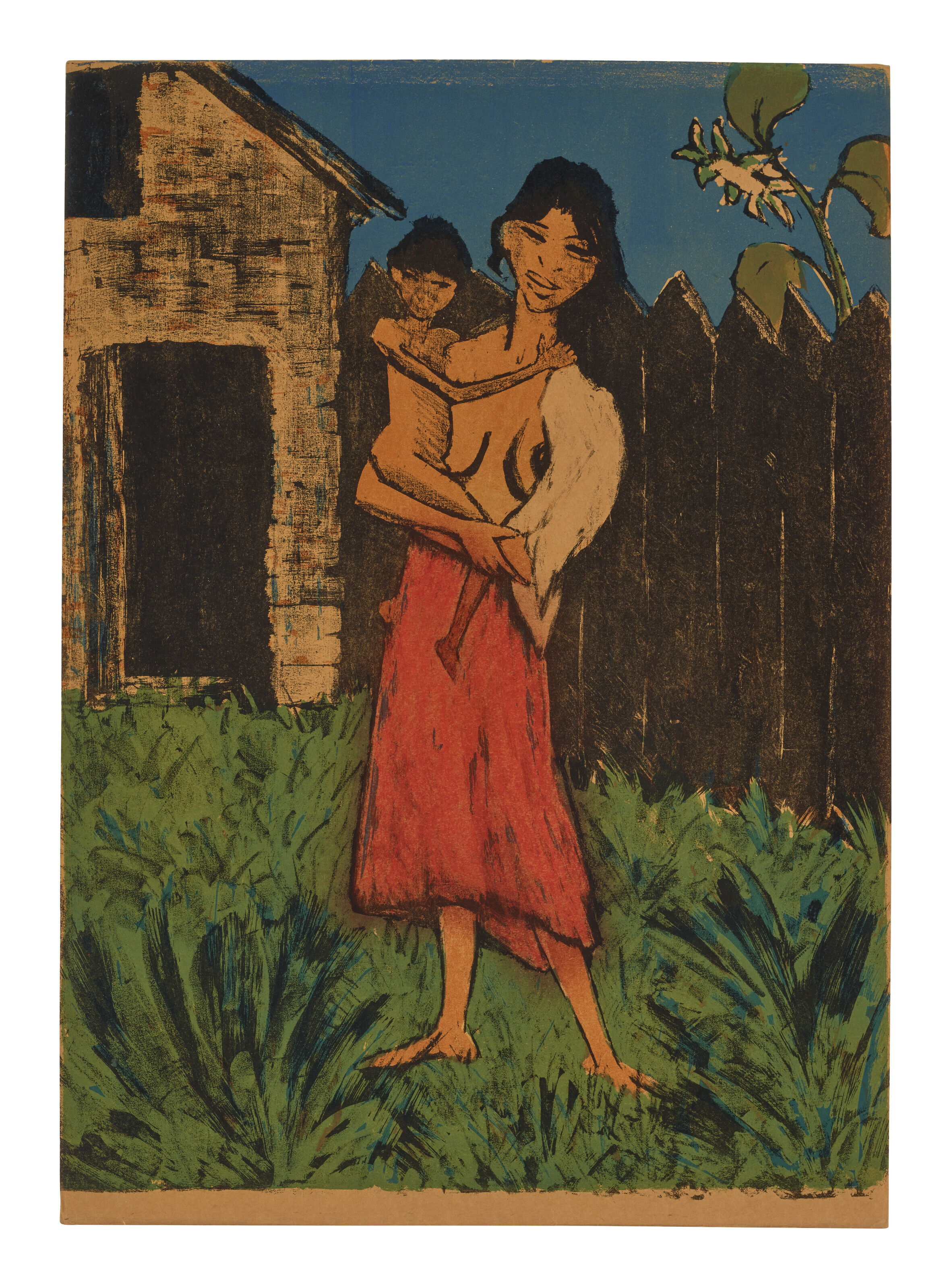
Цыганка с ребёнком на руках.
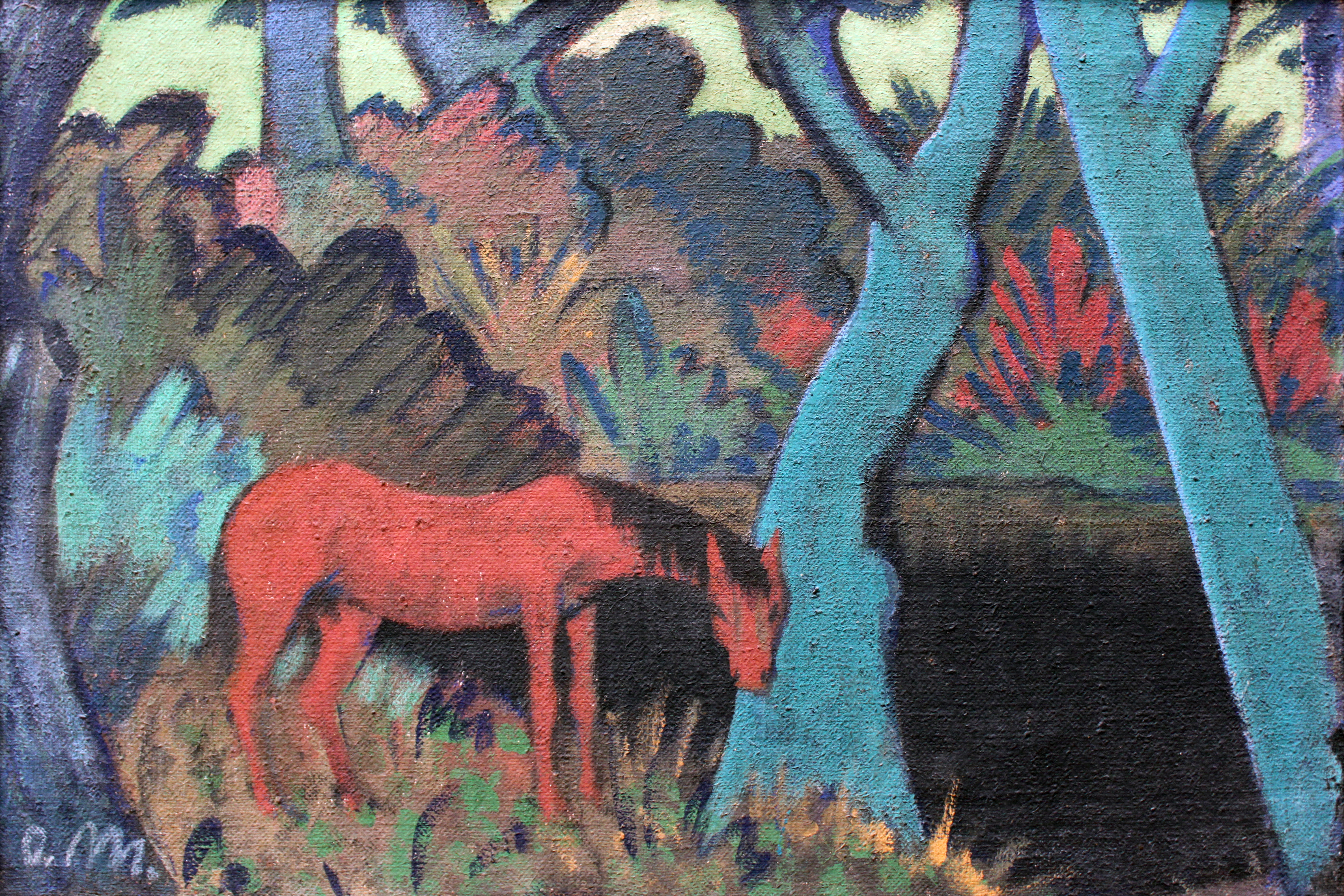
Цыганская лошадь у чёрной воды (1928).